# Queen of the Mob
Queen of the Mob è un film statunitense del 1940 diretto da James P. Hogan.

## Trama
La famigerata Ma Webster governa il suo clan di mafiosi con pugno di ferro terrorizzando Center City. Si rifiuta di permettere a chiunque altro di gestire la pianificazione di tutte le rapine del clan, con grande sgomento di George Frost, l'unico membro del clan non imparentato con lei. George protesta inutilmente. Ma e i suoi figli Eddie, Charlie e Tom si uniscono a George la vigilia di Natale per rapinare la banca del centro città. Sono avvertiti da Bert, il figlio più legittimo di Ma che studia legge, di lasciare la città per non essere arrestati per precedenti crimini di cui la polizia e l'FBI hanno trovato prove.
Ma ascolta Bert e porta la banda in una follia criminale in diversi stati. Questo tour offre alla banda un mucchio di soldi ma, dato che sono consapevoli che i soldi ricevuti sono stati taggati dall'FBI e che i numeri di serie delle banconote sono registrati, si incontrano con un personaggio losco chiamato Pan per fare uno scambio con quelli non contrassegnati. Ricevono 100000 $ in contanti per la generosità, ma la tentazione di mantenere la generosità è troppo forte, e uccidono Pan e se ne vanno. L'FBI ha un elenco di tutte le banconote in possesso di Pan, trovato nella tasca del suo cappotto.
Due agenti federali sono assegnati al caso: Scott Langham e Ross Waring. Questi due agenti rintracciano la banda in una piccola città nel sud degli Stati Uniti, dove si sono rifugiati e Ma si propone come una persona mondana. Quando gli agenti vengono in città, Ma e la banda fuggono e sono costretti a nascondersi in hotel economici in tutto il paese. Le seguenti vacanze di Natale, Ma torna a Center City per visitare suo figlio Bert e il suo bambino appena nato. La banda, senza Ma decide di fare un'altra rapina ad un negozio che però fallisce, con il risultato che Charlie viene ucciso e Tom viene arrestato.
Quando arriva il processo di Tom, Bert lo rappresenta e lo convince a dichiararsi colpevole, accettando, di tornare nella città in cui ha commesso il furto. La banda è divisa a causa della differenza di opinione e quando George cerca di andarsene per la sua strada, Ma ed Eddie lo uccidono. Contraggono anche un altro leader della banda, Stitch Torey, e i suoi uomini per aiutare Tom a fuggire dalla sua incarcerazione. La banda di Stitch fallisce nel tentativo di liberare Tom e la maggior parte dei membri vengono uccisi.
Ma ed Eddie sono gli unici rimasti della banda originale e hanno adottato un profilo basso. Ma Eddie crea un nascondiglio per alcuni criminali a cui spera di unirsi per una nuova rapina. Ruba alcune lattine dal posto di lavoro e le dà ai criminali. I criminali si schiantano sulla via del ritorno e la polizia viene coinvolta. Alla vigilia di Natale, gli agenti federali irrompono nella casa di Ma ed Eddie. Ne consegue una sparatoria, in cui Eddie viene ucciso e Ma alla fine si arrende.